# داريل بروك
داريل بروك (بالإنجليزية: Daryl Brook)‏ (19 نوفمبر 1960 في المملكة المتحدة - ) هو لاعب كرة قدم بريطاني في مركز الهجوم. لعب مع هدرسفيلد تاون وMossley A.F.C. ‏ وWakefield F.C. ‏.